# Godfrey Huggins, 1. Viscount Malvern

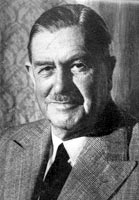
Godfrey Martin Huggins, 1. Viscount Malvern

Godfrey Martin Huggins, 1. Viscount Malvern CH, KCMG, PC (* 6. Juli 1883 in Bexley, Großbritannien; † 8. Mai 1971 in Salisbury, Rhodesien, heute Harare, Simbabwe) war ein rhodesischer Arzt und Politiker.
Nach Besuch des Malvern College, seinem Medizinstudium und der Ausbildung zum Chirurgen am St Thomas’ Hospital in London ging Huggins von 1911 bis 1914 nach Salisbury.
Nach dem Ende des Ersten Weltkrieges, während dessen er auf Malta, in England und Frankreich stationiert war, kehrte er endgültig nach Südrhodesien zurück. In der Nähe von Salisbury kaufte sich Huggins eine Farm. Er praktizierte wieder als Chirurg. Im Jahre 1921 heiratete er Blanche Slatter, mit der er zwei Söhne hatte.
Zur Zeit des Referendums über die Union mit Südafrika 1922 sprach sich Huggins für die Union aus, die dann nicht zustande kam. 1923 wurde er für den Wahlkreis Salisbury-Nord in den Legislativrat der neugeschaffenen Kolonie Südrhodesien gewählt. Bei den Wahlen 1933 ging die Reformpartei als Sieger hervor und Huggins wurde Premierminister. Huggins gewann auch die folgenden Wahlen und wurde 1941 von König Georg VI. als Knight Commander des Order of St Michael and St George zum Ritter geschlagen.
Auf seine politische Arbeit geht die Gründung der Föderation von Rhodesien und Njassaland im Jahre 1953 zurück. Die Föderation umfasste Nordrhodesien, Südrhodesien und Njassaland. Huggins blieb bis 1956 im Amt. Kurz vor seinem Ruhestand wurde er 1955 zum Viscount Malvern, of Rhodesia and of Bexley in the County of Kent, erhoben und erhielt dadurch einen Sitz im britischen House of Lords. Nach 23 Dienstjahren war er der dienstälteste Premierminister in der Geschichte des Commonwealth.